# Knotenmuster
Knotenmuster sind typisch für die darstellende Kunst des frühen und hohen Mittelalters, besonders in Italien und auf den Britischen Inseln. Sie werden oft als Keltischer Knoten oder keltisches Muster bezeichnet (englisch celtic design oder celtic patterns). Wichtige Beispiele sind das Book of Durrow, das Lindisfarne-Evangelium und das Book of Kells.

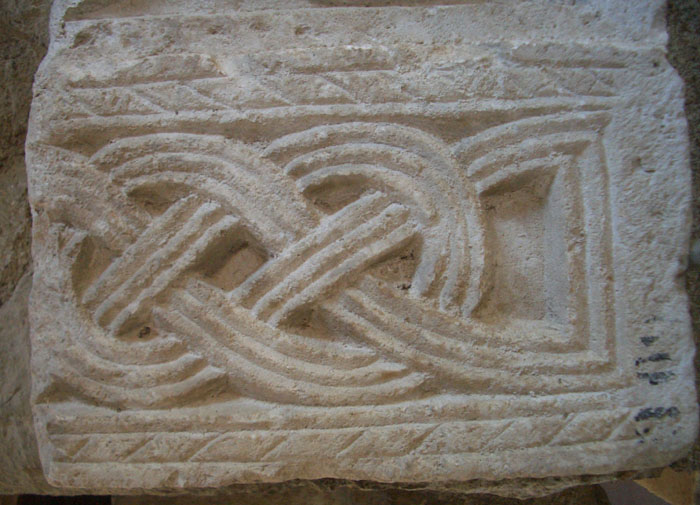
Spätantikes Flechtband aus Split, Dalmatien

## Herleitung
John Romilly Allen (1847–1907) leitete die Knotenmuster auf den Britischen Inseln von italienischen Vorbildern des 5. und 6. Jahrhunderts ab. Lethaby sah den Ursprung der italienischen und angelsächsischen Knotenmuster in den Mustern koptischer Textilien, von denen er annahm, dass sie koptische Christen nach Großbritannien gebracht haben. Er verweist auf Knotenmuster auf frühen arabischen Seidentextilien, die er ebenfalls auf koptische Vorbilder zurückführt.
Nach Jacques Guilmain dürften wichtige Anregungen für das Book of Durrow von heidnischer, keltischer und germanischer sowie koptischer Kunst ausgegangen sein. Weiterreichende Schlüsse auf kulturelle Beziehungen, die auf derartigen ornamentalen Ähnlichkeiten beruhen, und in der Wissenschaftsgeschichte mehrfach vertreten wurden, werden inzwischen sehr kritisch bewertet.

Knotenmuster in Evangeliaren
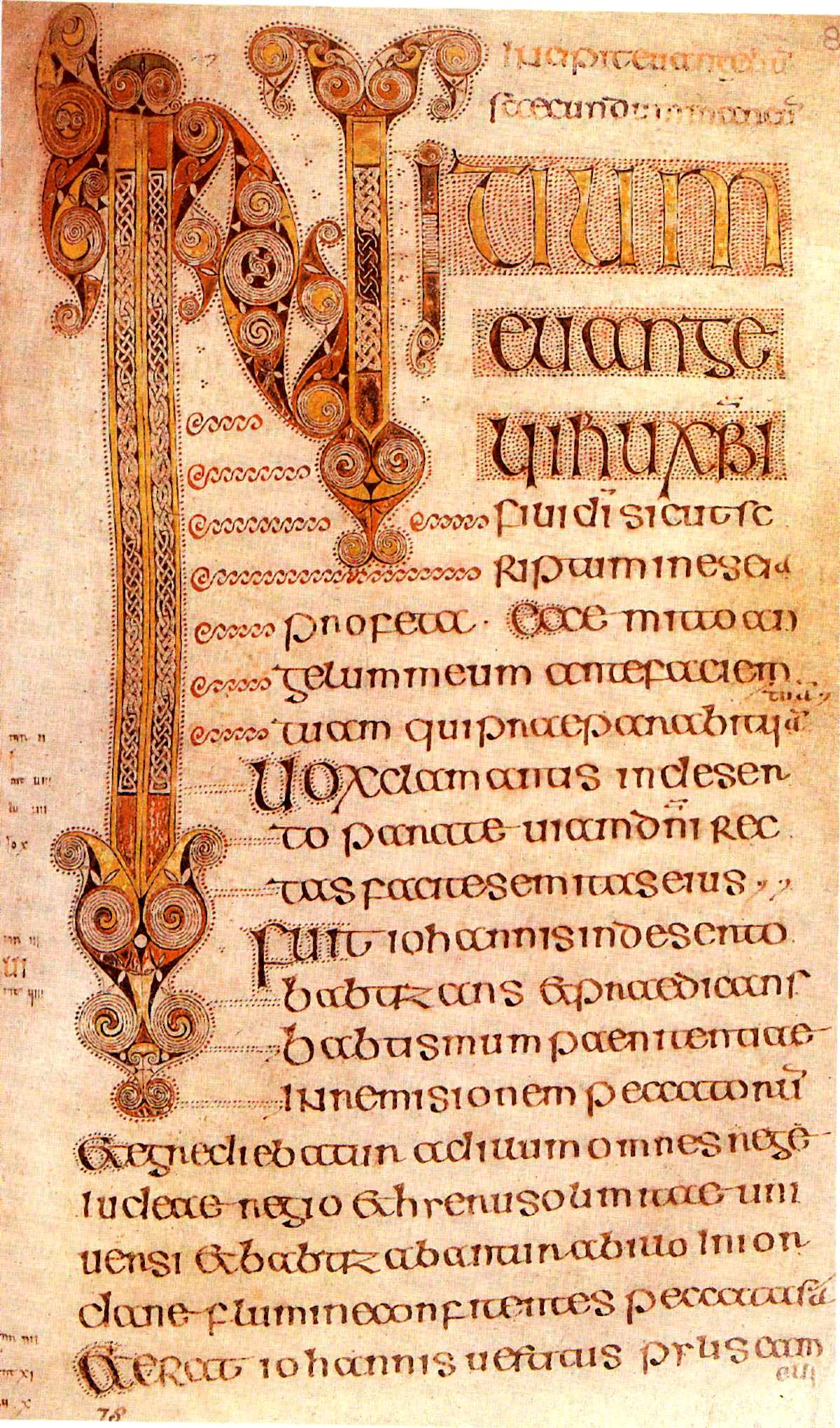
Book of Durrow
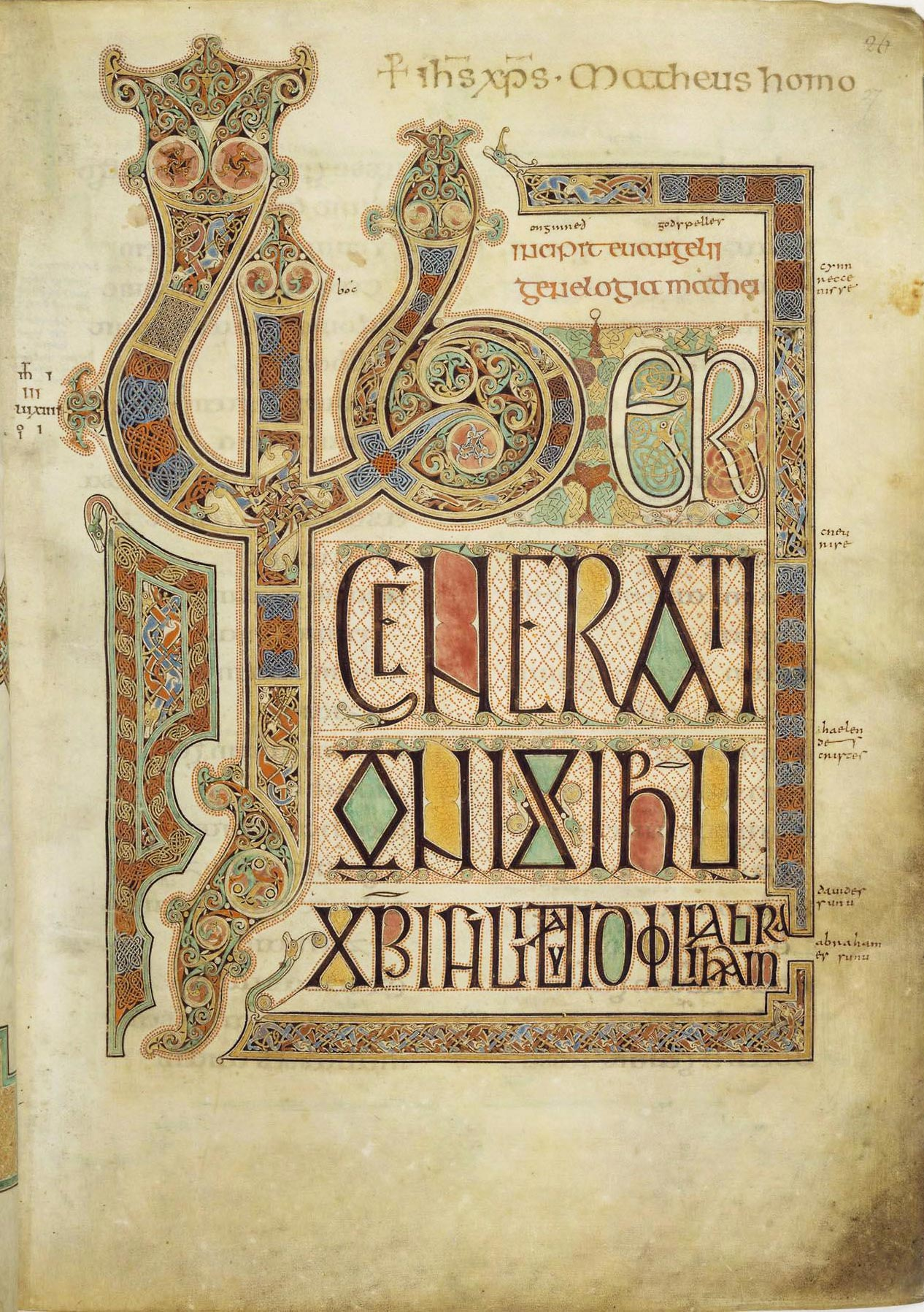
Evangeliar von Lindisfarne
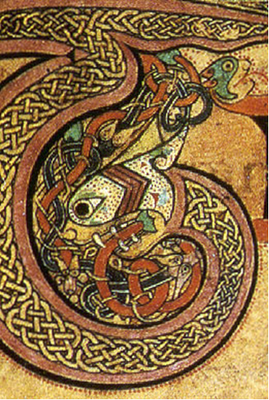
Book of Kells

## Geschichte
Mit Einsetzen des Christentums werden in Irland und Schottland vor allem Cross-Slabs (Aberlemno, St. Madoes Cross-Slab), Grabsteine, Hochkreuze, Schalen, Schmuckstücke, Sättel, Schwertgriffe und -scheiden sowie Teller mit Knotenmustern verziert. Die Muster werden auch in Handschriften verwendet, das bekannteste Werk ist das irische Book of Kells.

## Thesen zur Entstehung
Nach Nylén sind die mit Borten aus Knotenmustern verzierten gotländischen Bildsteine ein fragmentarischer Teil einer frühmittelalterlichen Formenwelt, die vor allem auf Holz und Textil dargestellt war. Hierogramme – Amulette und Talismane – hätten in der vorgeschichtlichen Vorstellungswelt eine wichtige Rolle gespielt. An den Borten der Bildsteine könne man erkennen, dass der größere Teil nach einem bestimmten System mit zielbewusster Absicht ausgeformt worden sei. Bei der Gestaltung der Borten habe wahrscheinlich die Textilkunst als Vorbild gedient. Färbe man die Musterstränge unterschiedlich ein, könne man dem Spiel der Linien und den phantasievollen Verflechtungen leichter folgen. Wandteppiche wie die von Oseberg und Härjedalen könnten ebenfalls als Vorbilder gedient haben. Viele Zeichen auf den Steinen hätten „Unendlichkeitscharakter“, bei denen eine Linie oder ein Band nie ende, sondern zu sich zurückkehre. Es seien Knoten und Räder, Sterne und Kreuze, demnach Symbole, die jedes für sich eine wohlbekannte Bedeutung gehabt hätten, als Zeichen für Mächte und Göttergestalten – gute und schlechte, je nach Absicht und Zusammenhang in der Bilderwelt der Steine. Es gibt, insbesondere auf Gotland und Öland, auch Reliefrunensteine mit Knotenmustern (Reliefrunensteine in Löts kyrka).

Knotenmuster auf Bildsteinen & Reliefrunensteinen
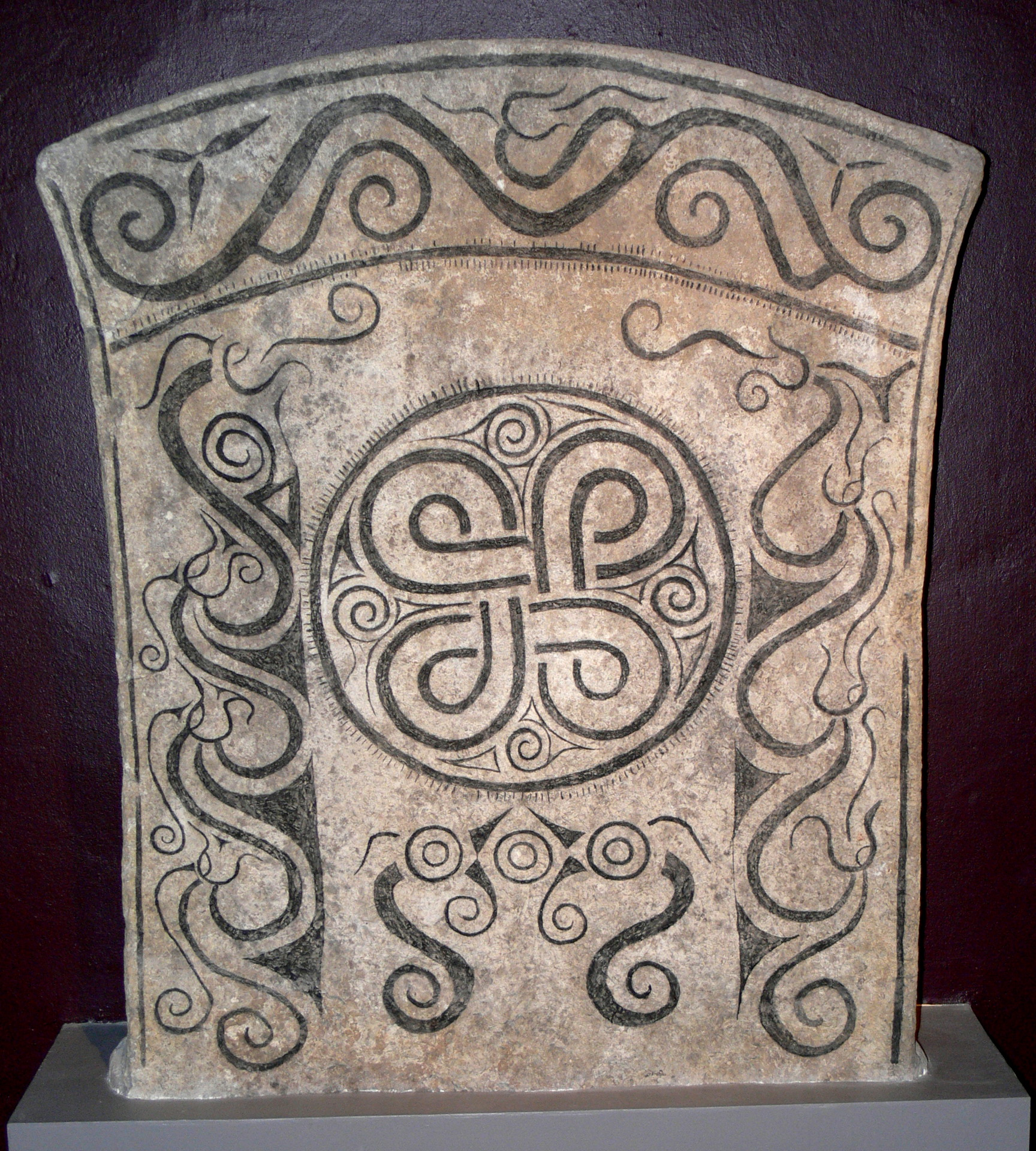
Bildstein mit Schleifenquadrat aus Stora Havor
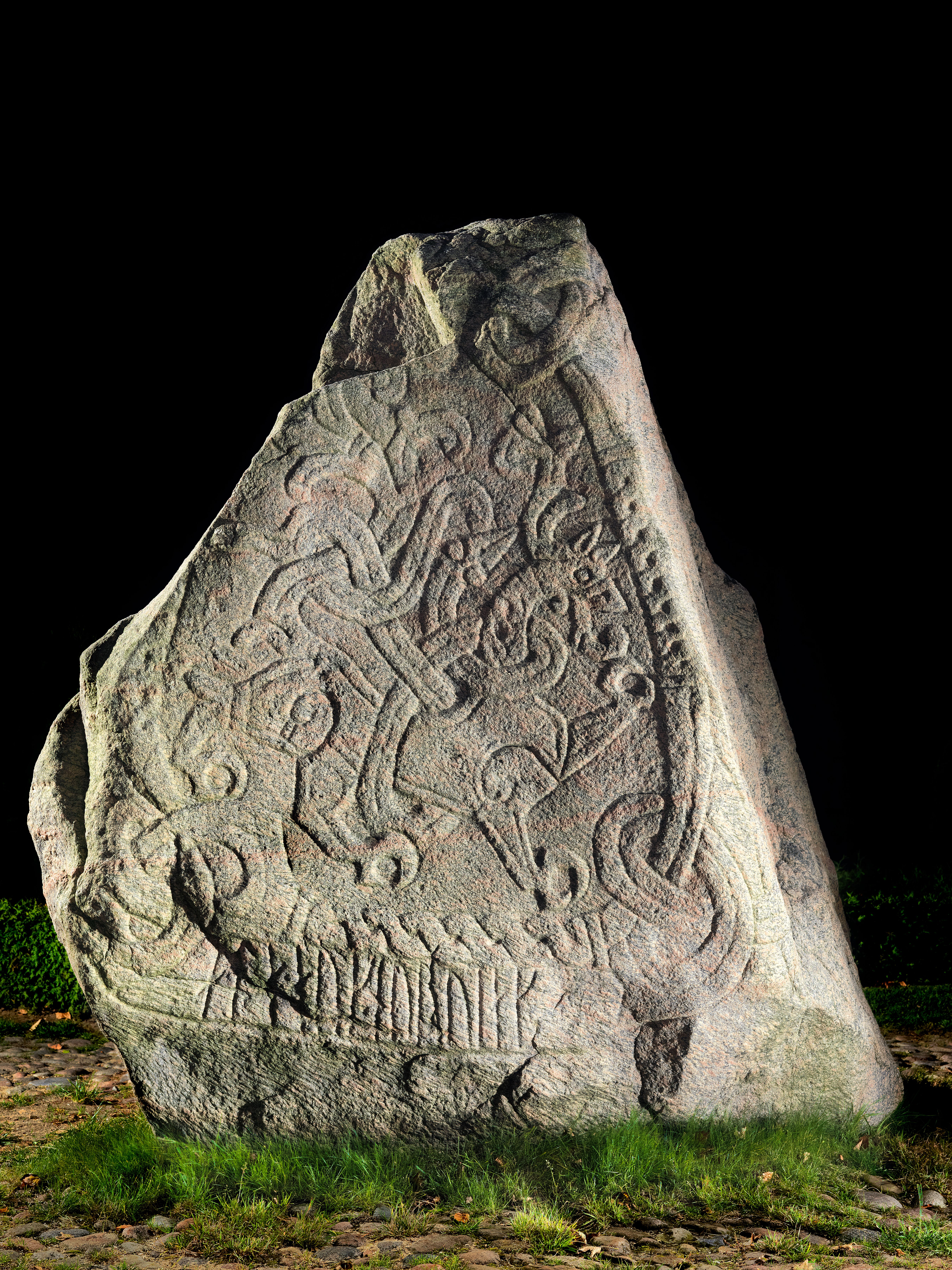
Großer Jellingstein
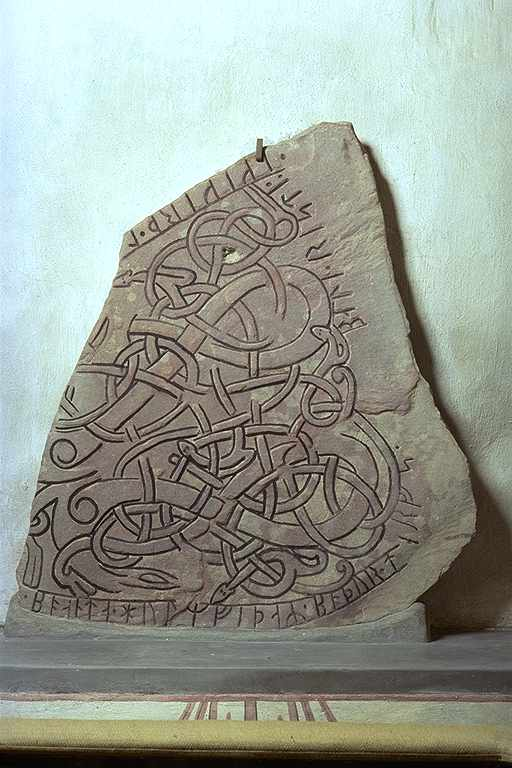
U 721 Löts kyrka
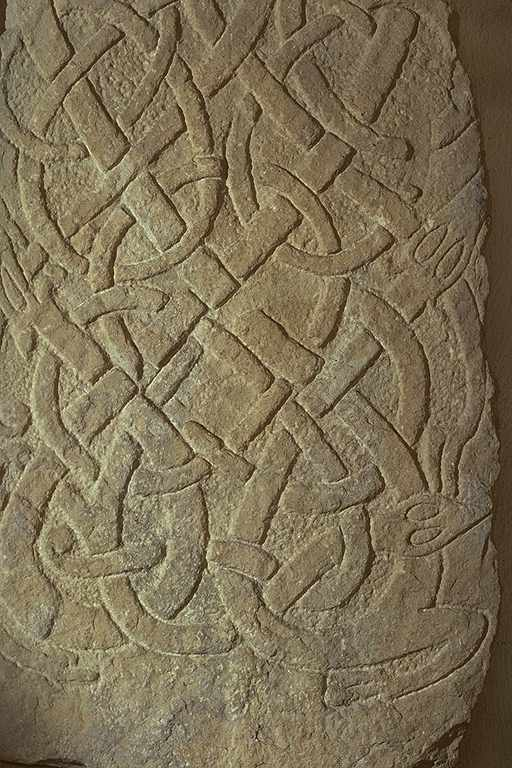
U 722 Löts kyrka

## Muster
Trotz einiger Änderungen über die Zeit sowie regionaler Ausprägungen gibt es Grundmuster, und alle Knotenmuster folgen strengen geometrischen Regeln. Die Grundmuster (basic patterns) sind:
- Spiralen
- Flechtwerkmuster „(Endlos-)Knoten“, (englisch celtic knots)
- Labyrinthmuster
- Tiermuster

Auf diesen vier Grundmustern basieren auch die ab Mitte des 5. Jahrhunderts auftauchenden verzierten Buchstaben, der Lebensbaum und Muster mit Fabelwesen. Die Muster werden mehr oder weniger beliebig miteinander kombiniert.

### Keltischer Knoten
Unter keltischen Knoten versteht man Bandflechtmuster, die folgenden Voraussetzungen entsprechen:
- Flecht-Charakter: Der Bandverlauf erfolgt optisch immer oben herüber und danach wieder unten hindurch.
- Der Bandverlauf ist endlos: Das Band schließt sich. Manchmal finden sich an den Eckpunkten der Bänder figürliche Darstellungen. Bei der Dreieckigen Ausführung sind zwei geschlossene Bänder ineinander verschlungen.

Einfacher keltischer Knoten
Dreieckige Ausführung
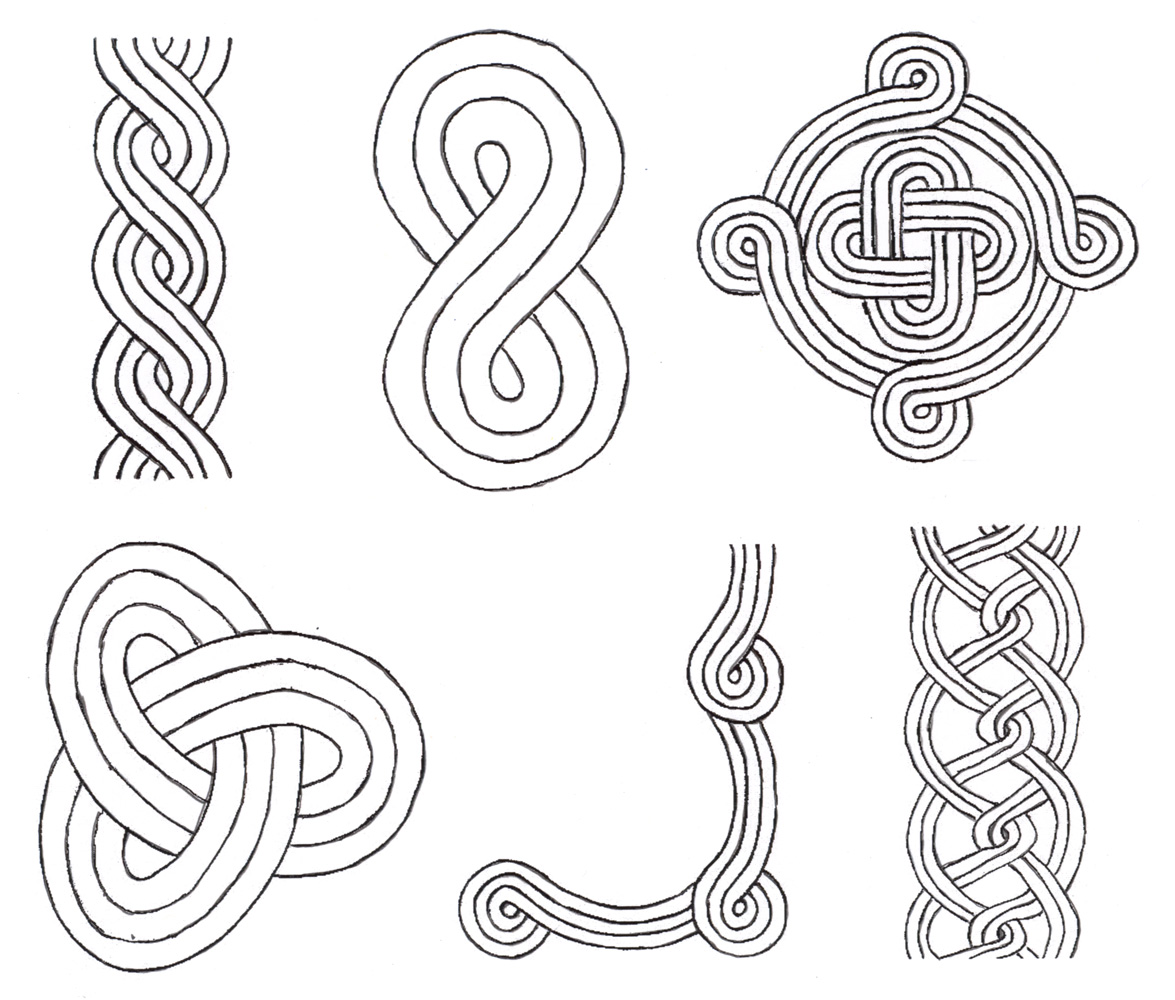
Kroatische Knotenmuster sogenannte „Pleter“
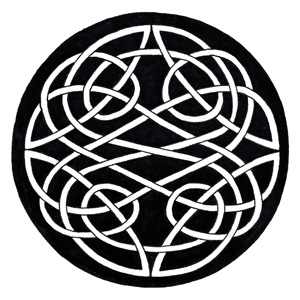
Kreismuster
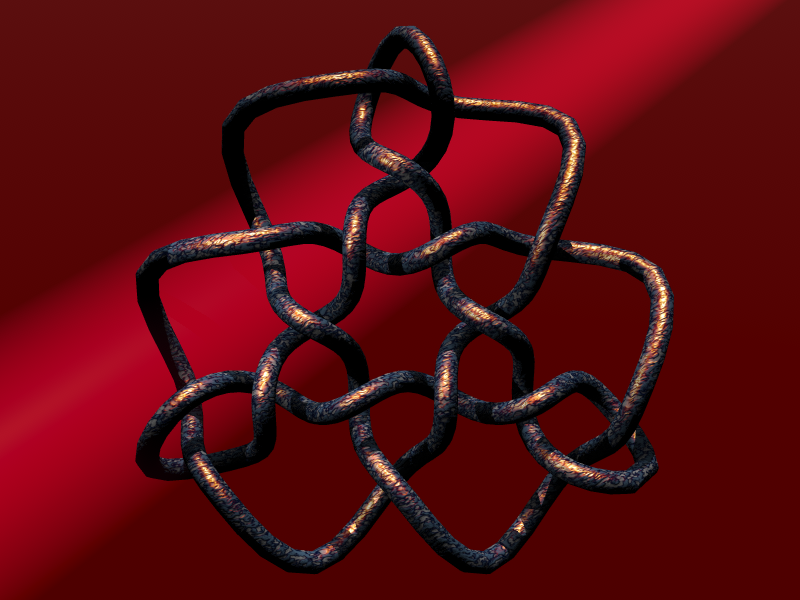
Keltischer Knoten – 3D-Computergrafik
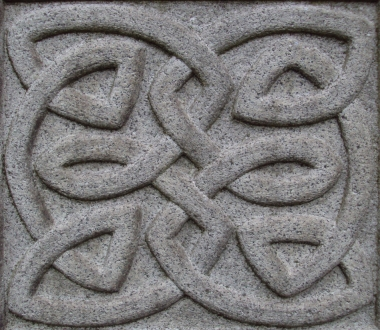
Keltischer Knoten mit zwei Bändern (Schmuckelement auf Grabstele, Glasgow Necropolis)
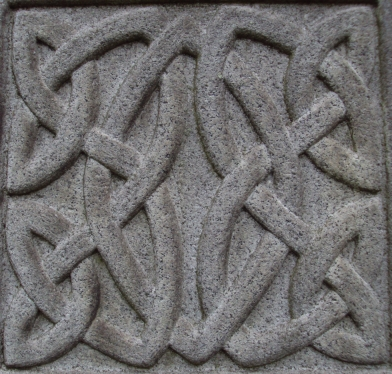
Keltischer Knoten mit drei Bändern (Schmuckelement auf Grabstele, Glasgow Necropolis)

### Labyrinthmuster
Labyrinthmuster bilden im Gegensatz zu den Knoten- oder Flechtwerkmustern immer einen durchgehenden Weg ohne Kreuzungen.

### Knoten- und Flechtwerkmuster
Die nordische Variante des Knotenstils ist der germanische Tierstil mit seinen verschiedenen Stilen. Er wird aber sparsamer und oft nur als Randdekor eingesetzt.